# 이토 쇼
이토 쇼(일본어: 伊藤 翔, 1988년 7월 24일 ~ )는 일본의 축구 선수이다. 현재 J3리그의 마쓰모토 야마가 FC에서 뛰고 있다.

## 구단 경력
그는 2010년부터 J리그의 시미즈 에스펄스, 요코하마 F. 마리노스, 가시마 앤틀러스, 요코하마 FC, → 마쓰모토 야마가 FC에서 뛰었다.